# Мачупикчу (город)
Агуас-Кальентес или Мачупикчу — город в Перу, в провинции Урубамба региона Куско, стоящий на реке Урубамба, ближайший населённый пункт к знаменитому памятнику Мачу-Пикчу. Известен своими природным горячими источниками, благодаря которым и получил своё название; источники были разрушены в результате наводнения несколько лет назад[когда?], но затем восстановлены. Население составляет 1600 человек.
Поселение было основано в 1901 году несколькими семьями фермеров; в конце 1920-х годов было преобразовано в связи со строительством рядом железной дороги в лагерь для железнодорожных рабочих, существовавший до завершения строительства в 1931 году.
Город и поныне является важным узлом PeruRail на пути пассажирских поездов к Куско. В Агуас-Кальентес расположены крупный сувенирный рынок для туристов и гидроэлектростанция, построенная в 1958—1965 годах. Единственной улицей города является улица Пачакутека, соединяющая главную площадь города и горячие источники.